# 南區 (名古屋市)
南區（日语：／ Minami ku */?），為位於日本愛知縣名古屋市南部的區，轄區西側與名古屋港相鄰，東側側位於笠寺台地的丘陵地。

## 歷史
在令制國時代時本地屬於尾張國愛知郡，17世紀進入江戶時代後，大部分區域都成為尾張藩的領地，19世紀末明治維新實施廢藩置縣後改隸屬名古屋縣，在1872年的第一次府縣整併後繼續隸屬新整併而成的名古屋縣，而名古屋縣在四個月後更名為愛知縣。
1878年名古屋城下的區域設立為名古屋區，名古屋區在1889年成為名古屋市，而現在的南區範圍在當時仍未屬於名古屋市，而是分屬呼續村、笠寺村、星崎村、鳴尾村；1906年笠寺村、鳴尾村、星崎村合併為新設立的笠寺村，呼續町與北側的瑞穗村、彌富村的中根地區合併為新設立的呼續町。
名古屋市在1908年開始設立區級行政區劃，最初的四個區包括中區、東區、西區和南區，但當時的南區範圍主要為現在的熱田區，也包含現在的港區東部地區和瑞穗區的西部小部分地區。
1921年笠寺村、呼續町和荒子村、八幡村、小碓村，以及1928年的天白村的舊彌富村地區陸續被併入名古屋市，這些區域最初都是被劃入南區，使得南區的範圍從現在的熱田區往南延伸至伊勢灣沿岸區域。
1937年名古屋市重新調整轄內各區，將原本的南區拆分出中川區、熱田區、港區、昭和區，使得南區僅餘下現今位於最南部的區域。

## 交通

### 鐵路
- 東海旅客鐵道
  - 東海道本線：（←名古屋市綠區） - 笠寺車站 - （名古屋市瑞穗區→）
  - 東海道新幹線：（←名古屋市綠區） - （通過轄內但未設置車站） - （名古屋市熱田區→）
- 名古屋鐵道
  - 名古屋本線：（←名古屋市綠區） - 本星崎車站 - 本笠寺車站 - 櫻車站 - 呼續車站 - （名古屋市瑞穗區→）
  - 常滑線：（名古屋市熱田區） - 豐田本町車站 - 道德車站 - 大江車站 - 大同町車站 - 柴田車站 - （東海市→）
  - 築港線：大江車站 - （名古屋市港區）
- 名古屋市營地下鐵
  - 櫻通線：（←名古屋市瑞穗區） - 櫻本町車站 - 鶴里車站 - （名古屋市天白區→）

## 外部連結
- （日語） 名古屋市南区　Mioo（ミオー）的Facebook專頁
- （日語） 南区　Mioo(ミオー)的Instagram帳戶
- （日語） YouTube上的南区民まつり＠ONLINE頻道